# Vals Boston
Boston se referă la diferite dansuri în pas, considerate o versiune lentă americanizată a valsului[1][2] probabil numit după locul în care a provenit.[1] Se completează într-o singură măsură cu greutatea ținută pe același picior prin două bătăi succesive.[3] Bostonul „original” este cunoscut și sub numele de New York Boston sau Boston Point.[4]